# أي لاف يو
أي لوف يو (بالإنجليزية: ILOVEYOU) هي دودة حاسوب ضربت العديد من أجهزة الكمبيوتر في عام 2000، عندما تم إرسالها كمرفق برسالة بريد إلكتروني مع النص "I LOVE YOU" في عنوان الرسالة.
الدودة وصلت في صناديق البريد في 4 مايو 2000، مع هذا العنوان البسيط "I LOVE YOU" ومرفق "LOVE-LETTER-FOR-YOU.txt.vbs". عند فتح المرفق، ترسل الدودة نسخة من نفسها للجميع في قائمة العناوين، متنكره في زي للمستخدم. كما أنها تحدث العديد من التغييرات الضارة لنظام المستخدم.
نشر مثل هذه الآلية كانت معروفة (في آي بي إم المركزية بدلا من الويندوز من مايكروسوفت)، وتستخدم بالفعل في اكسيك شجرة عيد الميلاد لعام 1987 الذي أدى إلى انهيار جزء كبير من الحاسبات في العالم في ذلك الوقت. [بحاجة لمصدر]
ويوجد عاملان لفاعلية الدودة:
- أنها تعتمد على الهندسة الاجتماعية لجذب المستخدمين لفتح المرفق، وضمان استمرار انتشارها.
- أنها تستغل ضعف تصميم نظام البريد الإلكتروني حيث أن البرنامج يمكن تشغيله بسهولة بمجرد فتح المرفق؛ الآلية الكامنة -- في بي سكريبت—لم يتم استغلال إمكانيتها بهذه الدرجة سابقا، وبالتالي فإن طبقات الحماية لم تكن في مكانها.

## الانتشار
انتشرت الدودة انتشارا ضخما وانتقلت غربا حيث وصل إلى العمال في مكاتبهم، ووجهت الرسائل التي تم إنشاؤها في الفلبين. لأن الدودة تستخدم القوائم البريدية كهدف رئيسي، والرسائل غالبا ما تأتي على ما يبدو من أحد معارف المستخدم، ويمكن أن تعتبر «آمنة»، وتوفر المزيد من الحوافز لفتحها.
كل ما نحتاجه هو قليل من المستخدمين في كل موقع لجعل المرفق VBS يولد الآلاف والآلاف من رسائل البريد الإلكتروني التي من شأنها أن تشل أنظمة البريد الإلكتروني تحت ثقلها، ناهيك عن الآلاف من الكتابات فوق الملفات الموجودة على محطات العمل والخوادم التي يمكن الوصول إليها.

## الآثار
بدأت الدودة في الفلبين يوم 4 مايو، 2000، وانتشرت في جميع أنحاء العالم في يوم واحد (سافرت من هونغ كونغ إلى أوروبا إلى الولايات المتحدة)،  تسببت في حوالي 5.5 مليار دولار أضرار. بحلول 13 أيار / مايو 2000 كانت 50 مليون قيمة الإصابات المبلغ عنها.
معظم الضرر كان في العمل للتخلص من الدودة. وزارة الدفاع ووكالة المخابرات المركزية والبرلمان البريطاني كان عليهم اغلاق أنظمة البريد الإلكتروني للتخلص من الدودة، كما فعلت معظم الشركات الكبيرة.
هذه البرمجيات الخبيثة سببت غضبا واسع النطاق.
الدودة تعدل الملفات الهامة، وكذلك الموسيقى والوسائط المتعددة وأكثر، مع نسخة من نفسها. كما أنها أرسلت دودة إلى كل الموجودين على قائمة اتصال المستخدم لأنها كانت مكتوبة في السيناريو الأساسي البصرية.
وهذه الدودة الأجهزة الوحيدة المتضررة هي التي تستخدم نظام تشغيل مايكروسوفت ويندوز. في حين أن أي كمبيوتر اخر يمكن أن يتلقى رسالة «اى لوف يو»، لكن المصابة فقط أنظمة مايكروسوفت ويندوز.

## تركيب للدودة
الفيروس مكتوب باستخدام برمجة مايكروسوفت فيجوال بيسيك (VBS)، وتطلب من المستخدم النهائي تشغيل البرنامج النصي من أجل تسليم حمولتها. أنها ستضيف مجموعة من مفاتيح التسجيل في سجل ويندوز التي ستسمح للدودة في البدء في كل جزء.
الدودة عندئذ ستبحث عن كل الأجهزة التي ترتبط بالكمبيوتر المصاب واستبدال الملفات ذات الامتدادات *.JPG، *.JPEG، *.VBS، *.VBE، *.JS، *.JSE، *.CSS، *.WSH، *.SCT، *.DOC *.HTAمع نسخ من نفسه، في حين إلحاق إلى اسم الملف.الامتداد VBS. الدودة ستحدد *.MP3 و*.ملفات MP2، وعندما يجدها، يجعل الملفات مخفية، وتنسخ نفسها مع نفس اسم الملف وإلحاق.امتداد VBS.
الدودة تنتشر من خلال إرسال نسخ من نفسها إلى كافة المستخدمين في دفتر العناوين مايكروسوفت اوت لوك. كما أن لديها عنصر إضافي، سيتم تحميل وتنفيذ برنامج مصاب يسمى "Win - BUGSFIX.EXE" أو "Microsoftv25.exe". هو برنامج سرقة للكلمة السرية للبريد إلكتروني.

## البعد التشريعي
في المخترع المزعوم للدودة أفادت التقارير أن يكون من الفلبينيين. الأشقاء ايرين واونيل دي جوزمان من مانيلا  ؛ صديق ايرين،روميل لاموريس، الذي كان لفترة قصيرة في أيار / مايو 2000 في اتصال مع تفشي الدودة، ومايكل بونف، وهو طالب زميل دي غوزمان في اما.
اونيل أخيرا ظهر لكنه نفى اختراع الدودة، لكنه قال انه قد يكون عن غير قصد مسؤول عن إطلاقها. كما لا توجد قوانين في الفلبين ضد اختراع البرمجيات الخبيثة في ذلك الوقت، وأطلق سراحه في آب / أغسطس من النيابة وأسقطت كل التهم المنسوبة إليه. التهم الأصلية التي كانت ضدها هي الاستعمال غير المشروع كلمة مرور لبطاقات الائتمان، والمعاملات المصرفية. [بحاجة لمصدر]
في عام 2009، احتفلت الطبقة العلوية للترفيه بالفيروس أي لوف يو كجزء من الذكرى السنوية العشرين للمجموعة الاستعادية. وكانت مجموعة من وقائع الأحداث الكبرى في الرياضة والسياسة والثقافة الشعبية، والتكنولوجيا وتاريخ العالم في السنوات ال 20 الماضية.

## روابط إضافية
- حشرة الحب -- والوشق
- Radsoft : إن تقرير إخباري ILOVEYOU
- وصف الصفحة
- «لا نأسف' من كاتب حشرة الحب» في السجل
- CERT الاستشارية كاليفورنيا - 2000 - 04 دودة رسالة حب